# Vestiarion
El vestiarion  (en griego: εστιάριον, del latín vestiarium, 'vestuario'), a veces llamado basilikon (imperial) o mega (grande), fue uno de los principales departamentos de impuestos del Imperio bizantino. Su origen se encuentra en el magistrado palatino romano tardío sacrum vestiarium, se independiza en el siglo VII bajo la autoridad de un cartulario. En el período bizantino tardío, era el departamento de tesorería del Estado. Este vestiarion público era diferente del vestiarion privado del emperador, el oikeiakon vestiarion, dirigido por los prōtovestiarios.

## Historia
La oficina del sacrum vestiarium está certificada como uno de los scrinia del Conde de la Sagrada Dádiva del siglo V, bajo la dirección de un primicerio. En el siglo VII, con la división de los antiguos departamentos romanos, sacrum vestiariumy las oficinas del scrinium argenti y del scrinium a milarensibus, que controlaban los talleres monetales, formaron el departamento del vestiarion, bajo la autoridad del chartoularios tou vestiariou (χαρτουλάριος τοῦ βεστιαρίου). El vestiarion  funcionaba en paralelo con otros departamentos de impuestos, el sacelario (con el que realiza ciertos pagos a partes iguales), y los diferentes logotetas. Era el responsable de la acuñación de monedas y la fabricación de lingotes, así como del mantenimiento de los arsenales imperiales en Constantinopla y el suministro de la flota y el ejército. Después del siglo XII, el vestiarion se convirtió en el único departamento de tesorería del estado. Sin cambios, permaneció durante la dinastía paleóloga, siendo su dirigente (prokathēmenos) el responsable de los ingresos y gastos.

## Organización
Las informaciones sobre la estructura del departamento durante el período mesobizantino (finales de los siglos VII a XI) provienen principalmente del Kletorologion de Filoteo:, una lista de oficios compilada en el año 899.Bajo el chartoularios tou vestiariou se encontraban:
- los basilikoi notarioi du sekreton (βασιλικοί νοτάριοι τοῦ σεκρέτου), los notarios imperiales que dirigían los subdepartamentos, que corresponderían a los primiscrinii romanos.[6]
- un kentarchos (κένταρχος τοῦ βεστιαρίου, «centurión del vestiarion») y un legatarios (λεγατάριος), con funciones inciertas.[1]{[7]
- un archon tēs charagēs (ἄρχων τῆς χαραγῆς, «maestro de la acuñación de moneda»).[7][8][9] Probablemente identificable con el chrysoepsētēs atestiguado en otras partes de la obra de Filoteo y en el Taktikon Uspensky.[10]
- el chartoularios responsable del exartēsis (arsenal naval imperial), también conocidos como exartistēs (ἐξαρτιστῆς)[11][9]
- Algunos curadores (kouratore, «conservadores»).[12]
- los chosvaētai (χοσβαῆται), con funciones desconocidas; su título podría ser una corrupción de vestiaritai («hombres del vestiarion»)[12]
- los mandadores (μανδάτορες, «mensajeros»), bajo un prōtomandatōr.[12]